# Winter Music Conference

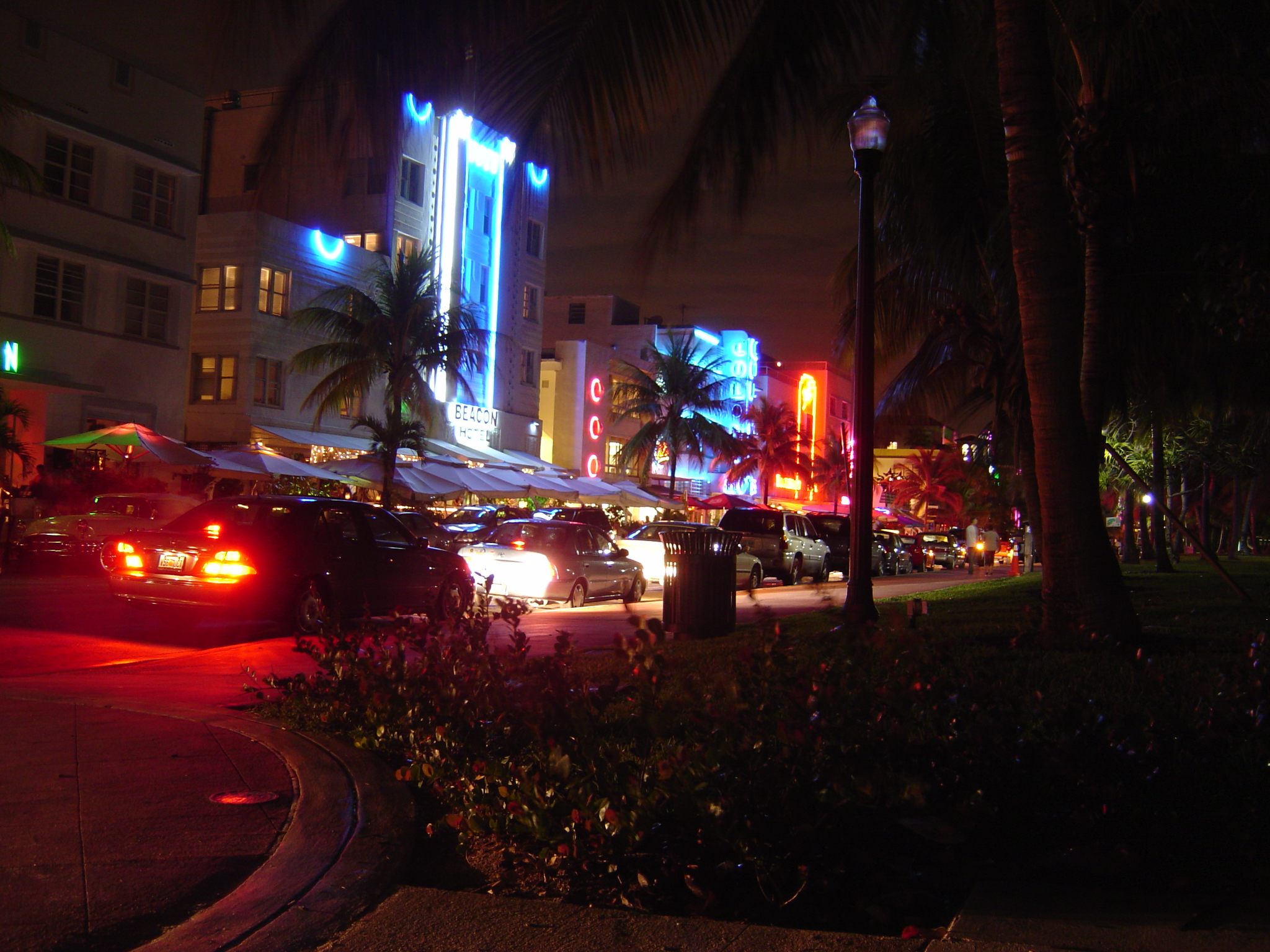
La conferencia se extiende por varios lugares de Miami.

El Winter Music Conference —o WMC por sus siglas— es una conferencia de música electrónica con una duración máxima de una semana, celebrada desde 1986 y prólificamente en Miami, Florida, Estados Unidos. La conferencia es dirigida por profesionales en el tema como DJs, promotores y productores discográficos. En la conferencia, se entregan premios, entre ellos el International Dance Music Awards. 

## Historia y antecedentes
Fue fundada en 1985 por los entonces DJS y directores de Record Pool, Luis Possenti y Kelly Bill. El Winter Music Conference, o «WMC» como seguidores de la música electrónica lo llaman, alberga alrededor de 300 000 personas anualmente. Su primera edición, tuvo lugar en el Marriott Fort Lauderdale en febrero de 1986, únicamente con la presencia de 80 expertos de la industria de música dance. Las festividades subsiguientes de los eventos se han presentado en Miami Beach y Miami Downtown. El evento más importante de este, es el Internacional Dance Music Awards, del cual se realiza comandos de un sorteo internacional con alrededor del 38% de los asistentes que proceden fuera de los Estados Unidos. La conferencia sirve como una plataforma para muchos artistas underground y de música independiente que abarca más de 70 países. Además el evento funge como medio utilizado por varios empresarios y compañías de electrónica, para presentar sus negocios y los avances tecnológicos. Desde 2008, la conferencia ha recibido una creciente competencia de la Cumbre Internacional de Música que tienen lugar en Ibiza en mayo.

## Asistencia
El WMC es reconocida por servir a unos 60 000 visitantes durante una semana. Cabe añadir que en 2008, 3 726 delegados asistieron, de los cuales el 65% de los presentes eran hombres y el 35% eran mujeres. La mayoría de los delegados procedían de los Estados Unidos, que suma el 62%, y el 23% provino de Europa, la comunidad de América Latina formó el 4% de los delegados, Canadá con el 6% y 1% de Asia y otros territorios. Según estádisticas del WMC, el 15% de los profesionales en el año 2008 fueron los representantes de casas discográficas, editoriales, y los medios de comunicación que forman el 13% y cerca del 12% de los especialistas en producción de música, mientras que el 10% fueron DJs, y finalmente el 8% de artistas. Más de 1,3 millones de personas de 183 países se visualiza la página web de WMC en 2008. 62.000 participantes de 70 países estuvieron presentes en Miami Beach para participar en la semana WMC.

## Eventos
Son alrededor de 500 eventos individuales que se realiza durante la semana de la conferencia; debido a su gran extensión y popularidad, The New York Times lo llamó «uno de los eventos de música electrónica más esperados en el país».
| - WMC Seminars & Panels - Ultra Music Festival - The International Record Collectors Show (desde 2007) - South Beach Sessions (desde 2008) - International Dance Music Awards (IDMA) - The Producers Forum (desde 1996) - WMC Demo Listening Workshops - WMC/DMC DJ Spin-off - WMC On-Site Featured Events | - WMC Exhibits - WMC Official and Sanctioned Events - WMC Sample Sack - The Guide - The List - Exhibit Hall - WMC technology demonstrations - WMC VJ Challenge (desde 2009) |